# Sphagnum rutenbergii
Sphagnum rutenbergii är en bladmossart som beskrevs av C. Müller in Geheeb 1881. Sphagnum rutenbergii ingår i släktet vitmossor, och familjen Sphagnaceae. Inga underarter finns listade i Catalogue of Life.